# Pterolophia enganensis
Pterolophia enganensis là một loài bọ cánh cứng trong họ Cerambycidae.